# Срібний легіон Америки
Срібний легіон Америки (англ. Silver Legion of America), також відома як Срібні сорочки (англ. Silver Shirts) — підпільна американська фашистська організація, заснована Вільямом Дадлі Пеллі 30 січня 1933 року в Ешвіллі, Північна Кароліна.

## Американські Срібні сорочки
Емблемою «Срібного легіону» була червона буква «L». Це означало лояльність до американської республіки, свободу від матеріалізму і, звичайно, сам «Срібний легіон».
Уніформа учасників Срібних сорочок складалася з кепок, ідентичних тим, що носили німецькі штурмовики, сині вельветові штани, гетри, краватка, і срібна сорочка з червоною «L» на серці
До 1934 році, організація мала близько 15000 членів. Більшість з них були «нижчим класом». Сила руху скоротилася після 1934 року. Чотири роки по тому, кількість членів впала до 5000. У 1941 році, японський напад на Перл-Харбор і подальше оголошення війни Сполученими Штатами Америки Третьому рейху і Королівству Італія привело до безпосереднього краху Срібних сорочок.